# ماغنوس سكيلستاد
ماغنوس آسيرود سكيلستاد (بالبوكمول: Magnus Åserud Skylstad) هو موسيقي ومنتج أغاني نرويجي ولد في 17 يونيو 1983 في برغن، النرويج. إشتهر بـكتابة الأغاني وإنتاجها والعزف للمغنية النرويجية أورورا.

## وصلات خارجية
- ماغنوس سكيلستاد على موقع IMDb (الإنجليزية)
- ماغنوس سكيلستاد على موقع جينيس (الإنجليزية)
- ماغنوس سكيلستاد على موقع ميوزك برينز (الإنجليزية)
- ماغنوس سكيلستاد على موقع أول ميوزيك (الإنجليزية)
- ماغنوس سكيلستاد على موقع ديسكوغز (الإنجليزية)